# Piptostigma fasciculatum
Piptostigma fasciculatum (De Wild.) Boutique – gatunek rośliny z rodziny flaszowcowatych (Annonaceae Juss.). Występuje naturalnie w Wybrzeżu Kości Słoniowej, Ghanie, Kamerunie, Gabonie, Kongo oraz północnej części Angoli. 

## Morfologia
PokrójZimozielone drzewo dorastające do 20 m wysokości. Młode pędy są owłosione.
LiścieMają podłużnie odwrotnie owalny kształt. Mierzą 10–35 cm długości oraz 5–11,5 cm szerokości. Nasada liścia jest prawie sercowata. Blaszka liściowa jest o krótko spiczastym wierzchołku. Ogonek liściowy jest nagi i dorasta do 2–4 mm długości.
KwiatySą zebrane w grona, rozwijają się w kątach pędów lub bezpośrednio na pniach i gałęziach (kaulifloria). Mają zielona barwę. Działki kielicha mają trójkątnie owalny kształt, są owłosione i dorastają do 2–3 mm długości. Płatki zewnętrzne mają trójkątny kształt i osiągają do 2–4 mm długości, natomiast wewnętrzne są równowąskie i mierzą 4,5–10 mm długości. Kwiaty mają 4 owłosione owocolistki o podłużnym kształcie i długości 2 mm.
OwocePojedyncze mają kształt od podłużnie elipsoidalnego do prawie kulistego, zebrane w owoc zbiorowy. Są siedzące. Osiągają 4–10,5 cm długości.

## Biologia i ekologia
Rośnie w wilgotnych lasach.